# Mad Sin
Mad Sin ist eine deutsche Psychobilly-Band, die 1987 in Berlin gegründet wurde.

## Geschichte

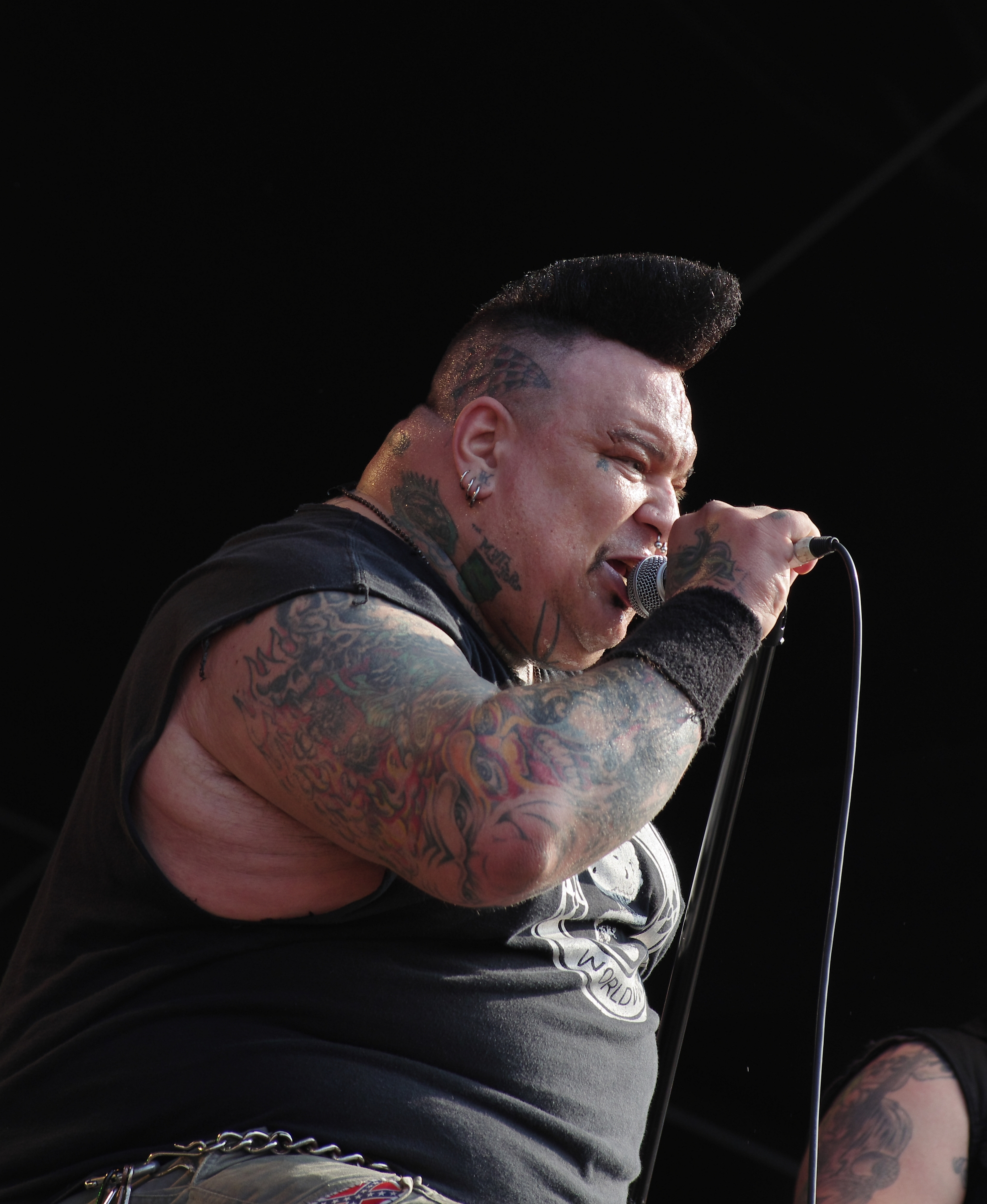
Köfte DeVille beim Ruhrpott Rodeo 2013

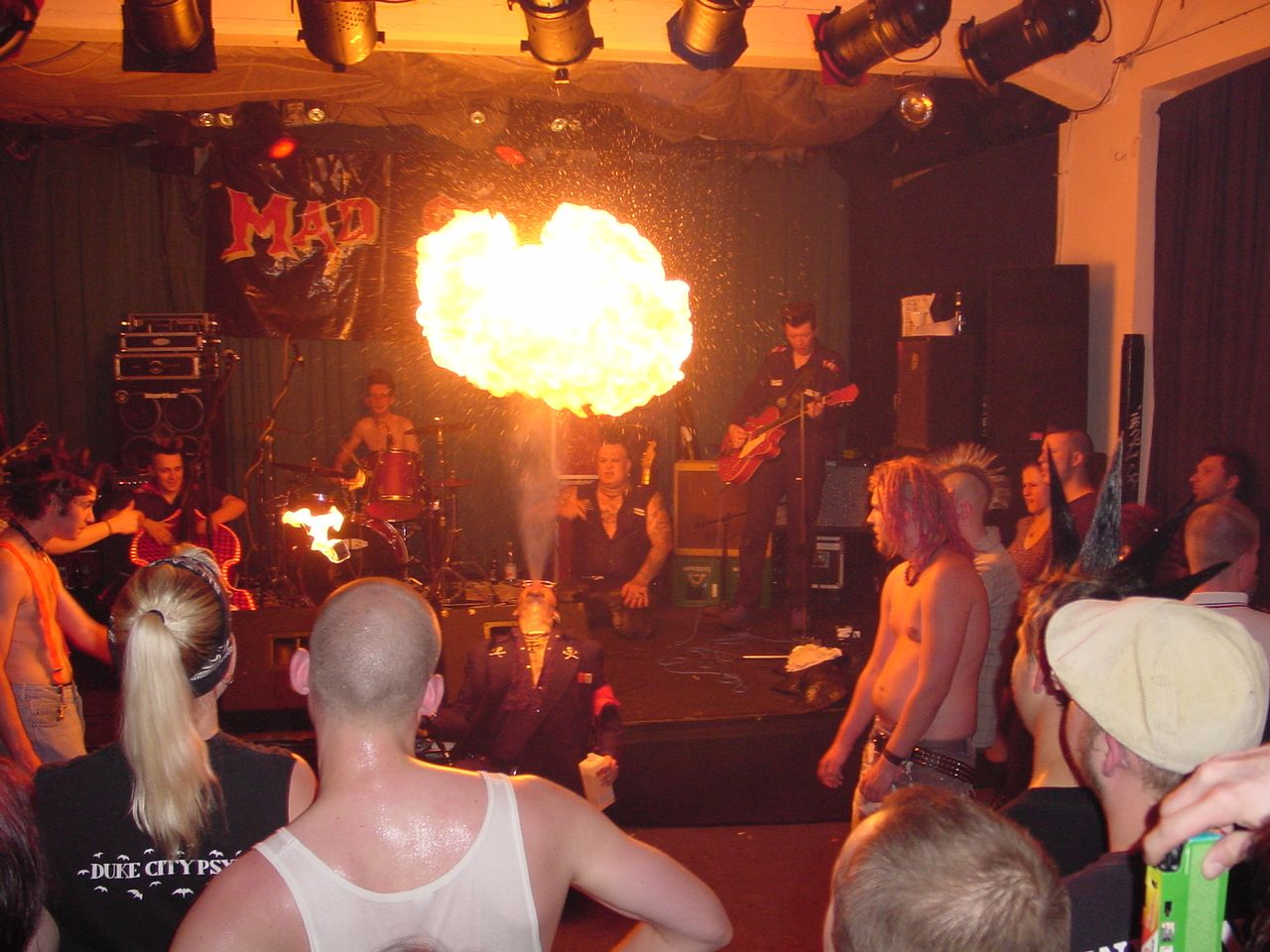
Feuerspucken als Showelement von Mad Sin (2004)

Mad Sin wurde 1987 von Sänger Köfte, Gitarrist Stein und Bassist Holly als Straßen- und Kneipenband gegründet. Schon 1988 unterschreibt die Band ihren ersten Plattenvertrag bei Maybe Crazy Records und veröffentlicht noch im selben Jahr das Album Chills & Thrills In a Drama of Mad Sin & Mystery. Nachdem in den Jahren 1990 bis 1993 jeweils ein Album veröffentlicht wird, geht die Band 1996 in Holland auf Tour, wo sie einen Plattenvertrag bei Count Orlok Records unterschreibt. Mit dem 1996 erscheinenden Album God Save the Sin und den darauffolgenden Supportgigs für Bands wie Gwar, Suicidal Tendencies und Faith No More erreicht Mad Sin erstmals eine größere Hörerschaft. 1998 wird das Major-Label Polydor auf die Band aufmerksam und nimmt sie unter Vertrag. Nachdem das Album ...Sweet and Innocent? ...Loud and Dirty! erschienen ist, setzt Polydor alles daran, den Vertrag mit Mad Sin wieder zu kündigen und erreicht dies schließlich mit einer Abfindung, woraufhin Mad Sin eine längere Pause einlegen. Nach einigen Mitgliederwechseln wendet sich die Band 2002 an People Like You Records und es erscheint das Album Survival of the Sickest. 
Bis Ende 2003 spielt die Band über 140 Shows in Europa, den USA und Japan. 2005 erscheint das Album Dead Moon's Calling und Mad Sin gehen mit den Turbo A.C.'s und Smoke Blow auf Tour. 2006 verlässt Gitarrist Tex Morton die Band, die schnell Ersatz in „Mad Pete 1“ findet, der davor als „Nekropete“ bei Nekromantix spielte. Von Ende April bis Ende Mai 2006 tourten Mad Sin erneut durch die USA. Während dieser Tour akquirierte Chip Hanna, bekannt als Drummer von den U.S. Bombs und One Man Army, Andy Laaf, Tex Morton und Valle für sein Country/Americana-Projekt, welches seither unter dem Namen Chip Hanna & The Berlin Three bekannt ist.
Im Oktober 2012 musste Matt Voodoo die Band verlassen, weil er bei The Voice auftrat, ohne dies vorher mit der Band abgesprochen zu haben.

## Diskografie

### Studioalben
- 1988: Chills & Thrills in a Drama of Mad Sin & Mystery (Maybe Crazy Records)
- 1990: Distorted Dimensions (Maybe Crazy Records)
- 1991: Amphigory (Fury Records)
- 1992: Break the Rules (Maybe Crazy Records)
- 1993: A Ticket into Underworld (Maybe Crazy Records)
- 1996: God Save the Sin (Count Orlok Records)
- 1998: ...Sweet and Innocent? ...Loud and Dirty! (Polydor)
- 2002: Survival of the Sickest (People Like You Records)
- 2005: Dead Moon's Calling (People Like You Records)
- 2010: Burn and Rise (People Like You Records)
- 2020: Unbreakable (Century Media Records)

### Kompilationen
- 2005: 99 Psycho 'n Glamrock Demos (Sammlung von Demo-Aufnahmen)
- 2005: Young, Dumb & Snotty (Best-Of 1988–1993, People Like You Records)
- 2007: 20 Years in Sin Sin (Best-Of-Album, People Like You Records)
- 2012: 25 Years - Still Mad (Live-Album, People Like You Records)

Bandmitglieder beim Free & Easy Festival 2014
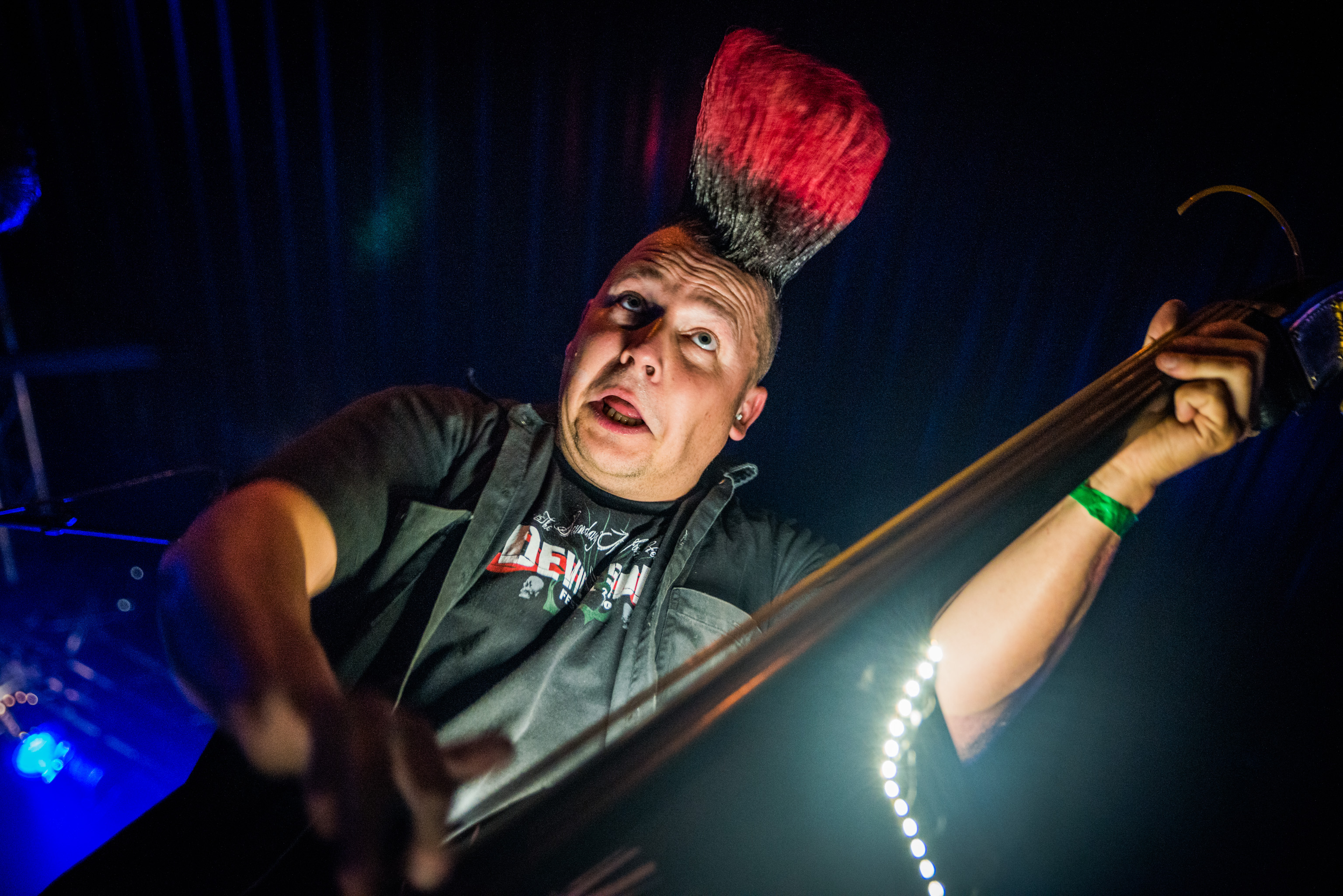
Valle
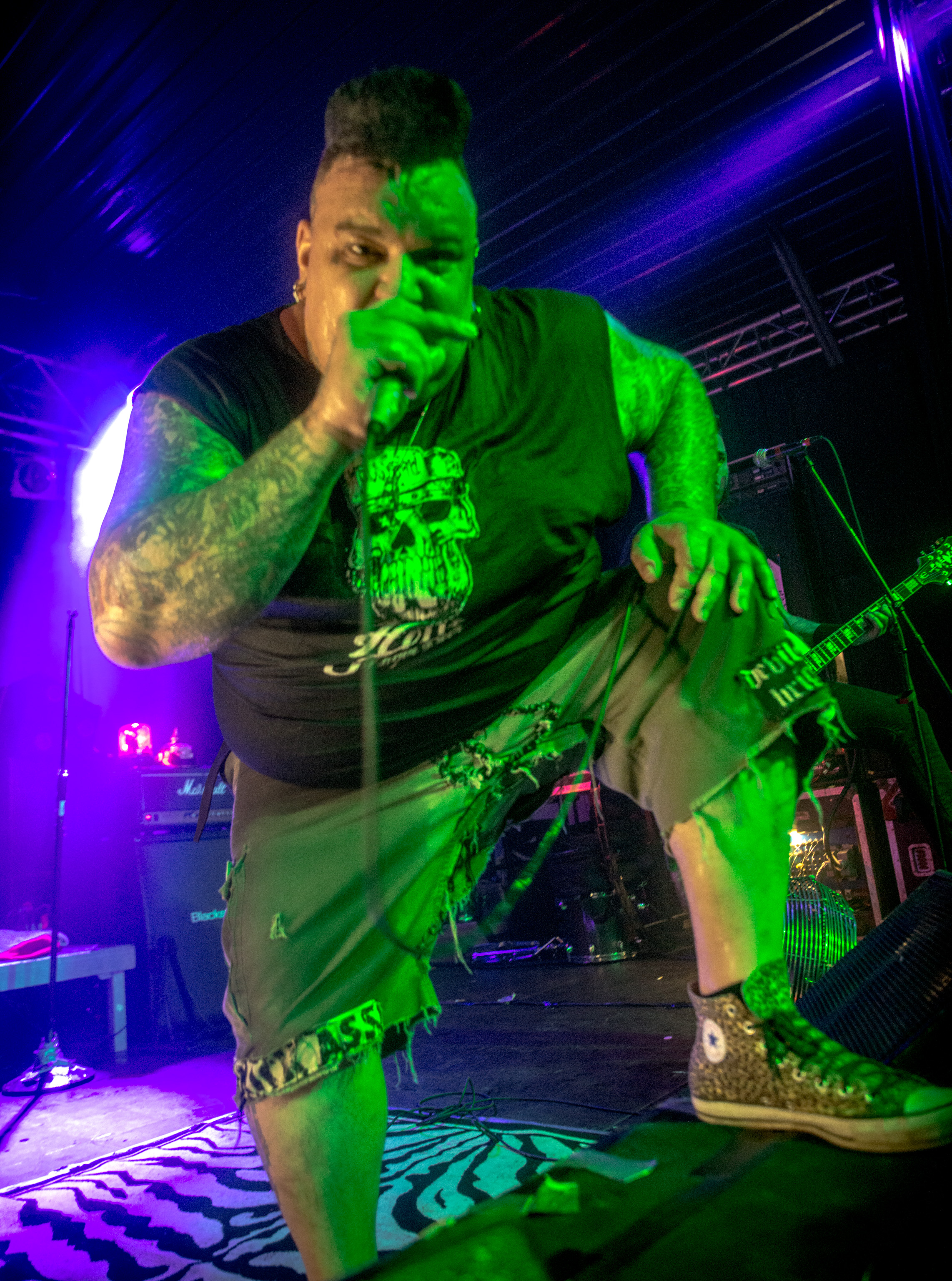
„Köfte“ de Ville
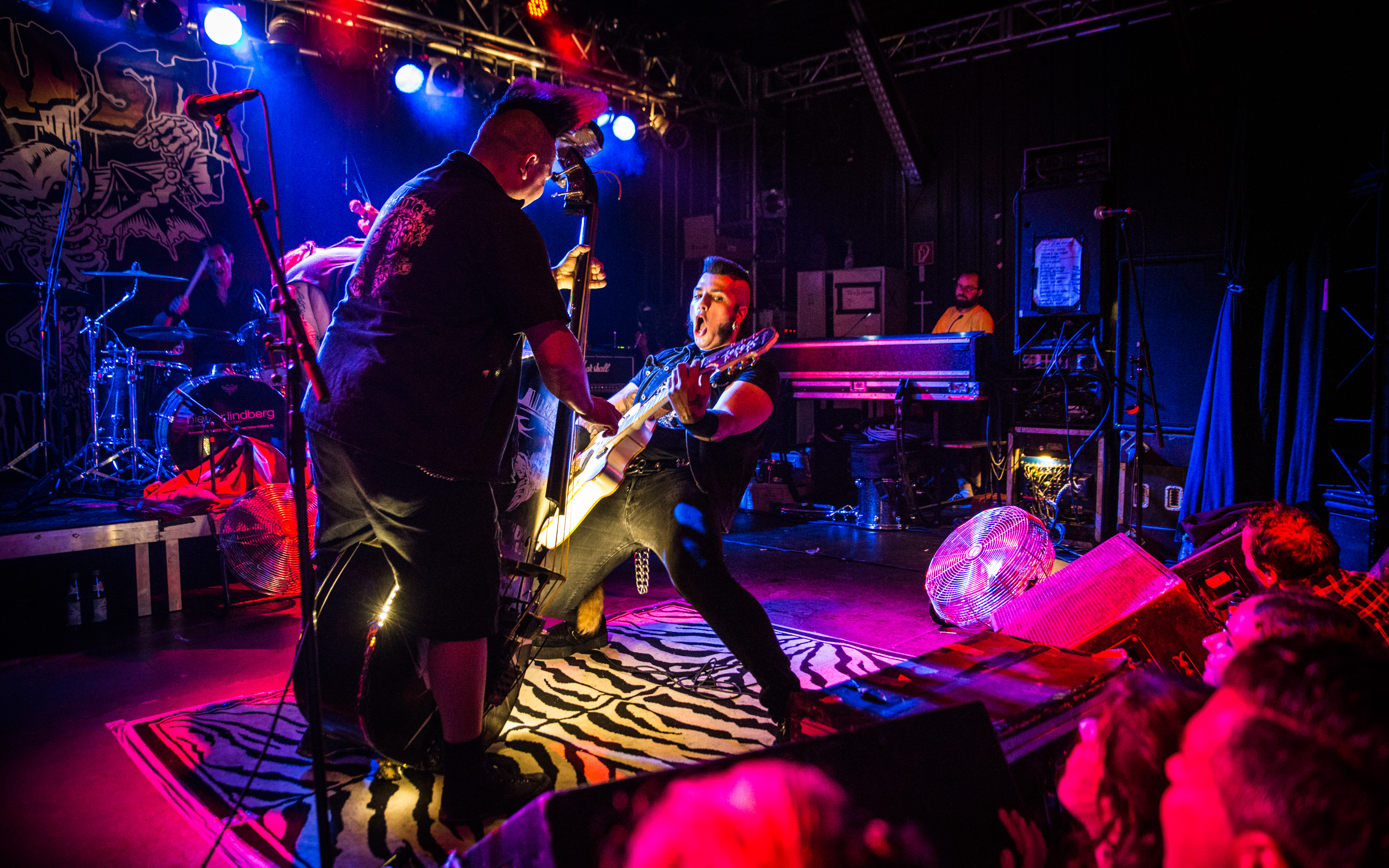